# Четырёхбойковое ковочное устройство

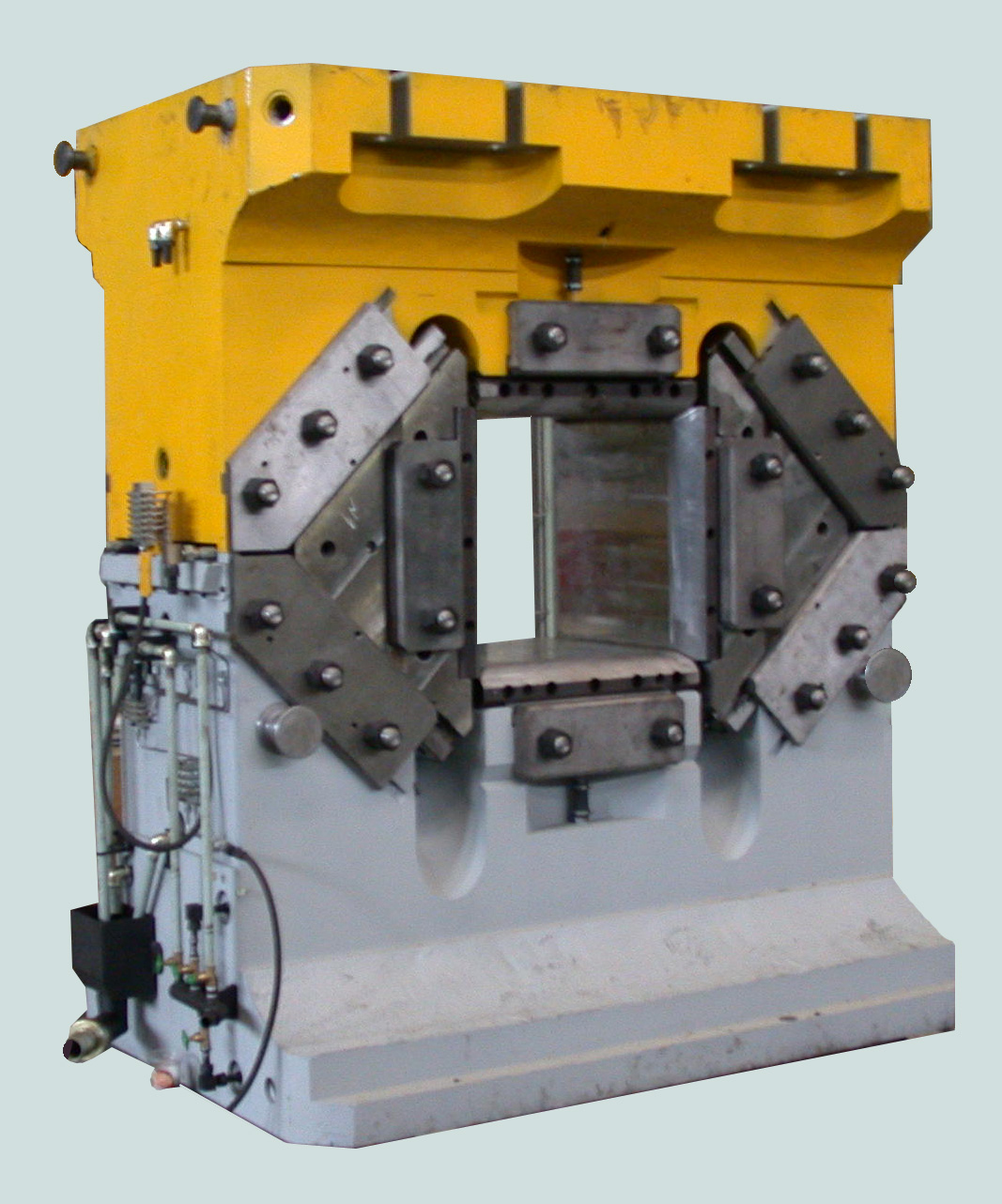
Четырёхбойковое ковочное устройство

Четырёхбойковое ковочное устройство — ковочный инструмент, предназначенный для получения поковок с удлинённой осью методом четырёхсторонней радиальной ковки на гидравлическом ковочном прессе.
Устройство используется для передела слитков из сталей и сплавов широкого марочного сортамента на поковки круглого, квадратного и полигонального, постоянного и переменного сечения, а также для изготовления заготовок гладких и ступенчатых валов, осей, труб и прочих деталей.

## Конструкция и принцип действия
Устройство состоит из верхнего и нижнего корпусов с установленными в них верхним и нижним бойками и кинематически связанных с ними, при помощи направляющих особой конструкции, ползунов с установленными в них боковыми бойками. Устройство устанавливается на инструментальный стол ковочного пресса как обычные бойки. При этом нижний корпус устройства крепится к неподвижному столу пресса, а верхний — к подвижной траверсе пресса. При движении траверсы пресса вверх, верхний боек также перемещается вверх, а боковые бойки разводятся в стороны, раскрывая рабочее пространство устройства, куда при помощи манипулятора подается заготовка. При движении траверсы пресса вниз происходит обжатие заготовки четырьмя бойками, после чего цикл повторяется.

## От двух бойков к четырём
Вторая половина XIX века была ознаменована появлением гидравлических ковочных прессов, которые стали постепенно вытеснять молоты из кузнечного производства . Ковка на ковочных прессах осуществляется двумя бойками, один из которых совершает возвратно-поступательные движения, а другой — неподвижно закреплен. Этим обусловлена относительно невысокая производительность и большая трудоемкость традиционной ковки на прессах. Ковка малопластичных и труднодеформируемых сталей и сплавов двумя бойками по традиционной технологии  сопряжена с большими трудностями, а иногда просто невозможна ввиду значительных растягивающих напряжений в очаге деформации, которые приводят к появлению различных дефектов ковки и высокому проценту брака .
В 70-х годах XX века для крупносерийного производства поковок с удлинённой осью стали широко использоваться радиально-обжимные машины (РОМ) с механическим приводом, в которых заготовка обжимается в радиальных направлениях несколькими парами бойков одновременно. Процесс радиальной ковки на РОМ с механическим приводом характеризуется высокой производительностью процесса ковки. Однако небольшие единичные обжатия заготовки, обусловленные конструкцией таких машин, являются причиной локализации деформаций преимущественно в поверхностных зонах заготовки, а металл в осевой зоне остается непроработанным . В 1980—1990-х годах появились РОМ с гидромеханическим и гидравлическим приводом, которые лишены недостатков присущих механическим РОМ . Тем не менее, радиально-обжимные машины являются узкоспециализированным и весьма дорогостоящим оборудованием в сравнении с универсальными ковочными прессами. Применение таких машин на предприятиях с широкой номенклатурой поковок экономически невыгодно и нецелесообразно.
Задачу получения высококачественных поковок с удлинённой осью методом радиальной ковки на универсальных ковочных прессах удалось решить при помощи многобойковых ковочных устройств. Первые подобные устройства, различные по конструкции и принципу действия, появились в 80-х годах прошлого столетия . Наибольшее распространение получило четырёхбойковое ковочное устройство вышеописанной конструкции, разработанное украинскими и российскими учеными. На сегодняшний день четырёхбойковые ковочные устройства отечественного производства не имеют аналогов в мире. Они успешно работают на промышленных предприятиях в России, на Украине, в Испании и Китае.

## Преимущества ковки в четырёхбойковом ковочном устройстве
Использование четырёхбойковых ковочных устройств на гидравлических ковочных прессах обеспечивает следующие преимущества в сравнении с традиционными технологиями ковки двумя бойками:
- возможность ковки малопластичных и труднодеформируемых сталей и сплавов, обусловленная благоприятным напряженно-деформированным состоянием металла в очаге деформации;
- увеличение производительности процесса ковки в среднем в 2 раза, благодаря отсутствию бокового уширения, а значит меньшему количеству ходов пресса, которое требуется для получения поковки заданного размера и формы [9];
- снижение удельных затрат электроэнергии на ковку, а также затрат энергоносителей на подогрев металла и уменьшение потерь металла в угар, благодаря сокращению количества межоперационных подогревов заготовки;
- повышенная размерная точность поковок после калибровки в устройстве, что позволяет уменьшить в 2—2,5 раза допуски и в 1,5 раза припуски на последующую механическую обработку [9];
- увеличение выхода годного металла на 10—12% [9];
- высокая гибкость в работе и быстрая настройка оборудования на изменяющийся сортамент обрабатываемых слитков и заготовок;
- относительно невысокая стоимость, низкие эксплуатационные издержки и высокая надёжность четырёхбойкового ковочного устройства, подтверждённая многолетним опытом промышленной эксплуатации.